# Jade Bahr
Jade Bahr (* 28. Dezember 1988 in Crow Agency, Montana) ist eine Politikerin der Demokratischen Partei der Vereinigten Staaten. Sie war von 2019 bis 2021 Mitglied des Repräsentantenhauses von Montana. Sie ist eine von nur zwei indigenen Frauen, die bisher der Legislative von Montana angehörten.

## Leben
Bahr wurde in Crow Agency geboren, das in der Apsáalooke Reservation liegt. Sie ist ein registriertes Mitglied des Stammes der Northern Cheyenne. Im Alter von drei Jahren zog sie mit ihrer Mutter und ihrem Bruder nach Billings, MT. Sie wuchs in Billings auf und machte ihren Abschluss an der Billings Senior High. Nach der High School erwarb Bahr einen Bachelor-Abschluss in Soziologie an der University of Montana in Missoula. Bahr ist die erste bekannte Parlamentarierin in Montana, die Mitglied der Democratic Socialists of America ist. 2020 verlor Bahr die Wiederwahl gegen Mallerie Stromswold.